# (26685) Khojandi
Pour les articles homonymes, voir Khojandi.
(26685) Khojandi est un astéroïde de la ceinture principale.

## Description
(26685) Khojandi est un astéroïde de la ceinture principale. Il fut découvert le 18 mars 2001 à Socorro (Nouveau-Mexique) par le projet LINEAR. Il présente une orbite caractérisée par un demi-grand axe de 3,07 UA, une excentricité de 0,12 et une inclinaison de 0,3° par rapport à l'écliptique.

## Compléments